# Peter von Wattenwyl
Peter von Wattenwyl (* 12. Januar 1942 in Bern; † 15. November 2014 in Murten) war ein autodidaktischer Schweizer Plastiker und Maler.

## Leben
Peter von Wattenwyl verliess vorzeitig das Gymnasium, um sich fortan autodidaktisch als freier Künstler zu behaupten. Privilegierte familiäre Verhältnisse erlaubten ihm seinen unabhängigen Lebensentwurf, den er für mehrere Jahre auf Kreta realisierte. Zudem reiste er viel und hielt sich gerne in befreundeten Künstlerkreisen auf, zu denen Jean Tinguely, Niki de Saint Phalle und Bernhard Luginbühl gehörten. Zusammen mit 24 anderen Künstlern (Markus Raetz, Franz Fedier) und Künstlerinnen (Meret Oppenheim, Lilly Keller) aus Biel und Bern stellte er 1966 erste Arbeiten in der Städtischen Galerie Biel aus.
Mit seiner zweiten Ehefrau zog von Wattenwyl nach Ibiza und arbeitete in Portinatx. Anschliessend lebte er für einige Jahre in Carona, im Tessin, danach auf Moorea in Tahiti. Mitte der 80er-Jahre liess er sich für ein paar Jahre im südfranzösischen Le Grau-du-Roi nieder, bevor er wieder nach Bern und Murten zog, wo er mit seiner dritten Ehefrau den Lebensabend verbrachte.
Peter von Wattenwyl starb am 15. November 2014 in Murten.

## Werk
Seine malerischen Arbeiten gestaltete von Wattenwyl meist als detailreiche, figurativ-skurrile Wimmelbilder in bunten Farben voller Anspielungen auf lokale Ereignisse und Menschen seines persönlichen Umfeldes. Sich selber platzierte er darin stets in der Rolle eines Clowns mit langer roter Nase und Narrenmütze. Demselben Stil verpflichtet, schuf er auch zahlreiche plastische Arbeiten (grosse Figuren in bemaltem Fiberglas und kleine Werke mit Knetmasse).